# Élections législatives de 1978 dans les Ardennes
Les élections législatives françaises de 1978 se déroulent les 12 et 19 mars 1978. Dans le département des Ardennes, trois députés sont à élire dans le cadre de trois circonscriptions.

## Élus
| Circonscription | Député sortant                           | Parti | Parti | Député élu ou réélu | Parti | Parti |
| --------------- | ---------------------------------------- | ----- | ----- | ------------------- | ----- | ----- |
| 1re             | Lucien Meunier                           |       | RPR   | Alain Léger         |       | PCF   |
| 2e              | André Lebon                              |       | PS    | René Visse          |       | PCF   |
| 3e              | Henri Vin suppléant de Jacques Sourdille |       | RPR   | Jacques Sourdille   |       | RPR   |

## Résultats

### Résultats à l'échelle du département
| Parti          | Parti                              | Premier tour | Premier tour | Second tour | Second tour | Sièges |
| Parti          | Parti                              | Voix         | %            | Voix        | %           | Sièges |
| -------------- | ---------------------------------- | ------------ | ------------ | ----------- | ----------- | ------ |
|                | Parti socialiste                   | 41 192       | 26,17        | 26 020      | 16,16       | 0      |
|                | Parti communiste français          | 39 944       | 25,37        | 57 247      | 35,55       | 2      |
|                | Union de la gauche                 | 81 136       | 51,54        | 83 267      | 51,72       | 2      |
|                |                                    |              |              |             |             |        |
|                | Rassemblement pour la République   | 47 107       | 29,92        | 77 743      | 48,28       | 1      |
|                | Union pour la démocratie française | 18 616       | 11,83        | Retrait     | Retrait     | 0      |
|                | Divers droite                      | 3 092        | 1,96         |             |             | 0      |
|                | Majorité présidentielle            | 68 815       | 43,71        | 77 743      | 48,28       | 1      |
|                |                                    |              |              |             |             |        |
|                | Extrême gauche                     | 4 176        | 2,65         |             |             | 0      |
|                | Divers écologiste                  | 1 557        | 0,99         | 0           |             |        |
|                | Parti socialiste unifié            | 1 390        | 0,88         | 0           |             |        |
|                | Gaullistes d'opposition            | 345          | 0,22         | 0           |             |        |
|                |                                    |              |              |             |             |        |
| Inscrits       | Inscrits                           | 188 865      | 100,00       | 188 835     | 100,00      | 3      |
| Abstentions    | Abstentions                        | 28 351       | 15,01        | 23 310      | 12,34       |        |
| Votants        | Votants                            | 160 514      | 84,99        | 165 525     | 87,66       |        |
| Blancs et nuls | Blancs et nuls                     | 3 095        | 1,93         | 4 515       | 2,73        |        |
| Exprimés       | Exprimés                           | 157 419      | 98,07        | 161 010     | 97,27       |        |

### Résultats par circonscription

#### Première circonscription (Mézières - Rethel)
| Candidat       | Candidat        | Parti          | Premier tour | Premier tour | Second tour | Second tour |  |
| Candidat       | Candidat        | Parti          | Voix         | %            | Voix        | %           |  |
| -------------- | --------------- | -------------- | ------------ | ------------ | ----------- | ----------- |  |
|                | Alain Léger élu | PCF            | 13 774       | 26,51        | 27 081      | 50,94       |  |
|                | Roger Mas       | PS             | 13 054       | 25,13        | Retrait     | Retrait     |  |
|                | Hilaire Flandre | RPR            | 11 469       | 22,07        | 26 083      | 49,06       |  |
|                | René Weber      | UDF (PR)       | 9 769        | 18,8         | Retrait     | Retrait     |  |
|                | Louis Orhan     | LO             | 1 546        | 2,98         |             |             |  |
|                | Gérard Parizano | Divers droite  | 1 356        | 2,61         |             |             |  |
|                | Pierre Vassal   | Divers droite  | 987          | 1,9          |             |             |  |
|                |                 |                |              |              |             |             |  |
| Inscrits       | Inscrits        | Inscrits       | 62 837       | 100,00       | 62 834      | 100,00      |  |
| Abstentions    | Abstentions     | Abstentions    | 9 843        | 15,66        | 7 832       | 12,46       |  |
| Votants        | Votants         | Votants        | 52 994       | 84,34        | 55 002      | 87,54       |  |
| Blancs et nuls | Blancs et nuls  | Blancs et nuls | 1 039        | 1,96         | 1 838       | 3,34        |  |
| Exprimés       | Exprimés        | Exprimés       | 51 955       | 98,04        | 53 164      | 96,66       |  |

#### Deuxième circonscription (Charleville - Givet)
| Candidat       | Candidat           | Parti             | Premier tour | Premier tour | Second tour | Second tour |  |
| Candidat       | Candidat           | Parti             | Voix         | %            | Voix        | %           |  |
| -------------- | ------------------ | ----------------- | ------------ | ------------ | ----------- | ----------- |  |
|                | René Visse élu     | PCF               | 16 759       | 30,51        | 30 166      | 54,65       |  |
|                | Jean-Paul Bachy    | PS                | 14 552       | 26,49        | Retrait     | Retrait     |  |
|                | Georges Repeczky   | RPR               | 11 713       | 21,32        | 25 033      | 45,35       |  |
|                | Louis Debieuvre    | UDF (PR)          | 8 847        | 16,11        | Retrait     | Retrait     |  |
|                | M. Chappellet      | Divers écologiste | 1 557        | 2,83         |             |             |  |
|                | Danièle Plociennik | LO                | 1 160        | 2,11         |             |             |  |
|                | Mostefa Nasra      | UGP               | 345          | 0,63         |             |             |  |
|                |                    |                   |              |              |             |             |  |
| Inscrits       | Inscrits           | Inscrits          | 66 066       | 100,00       | 66 042      | 100,00      |  |
| Abstentions    | Abstentions        | Abstentions       | 10 069       | 15,24        | 8 805       | 13,33       |  |
| Votants        | Votants            | Votants           | 55 997       | 84,76        | 57 237      | 86,67       |  |
| Blancs et nuls | Blancs et nuls     | Blancs et nuls    | 1 064        | 1,9          | 2 038       | 3,56        |  |
| Exprimés       | Exprimés           | Exprimés          | 54 933       | 98,1         | 55 199      | 96,44       |  |

#### Troisième circonscription (Sedan - Vouziers)
| Candidat       | Candidat                        | Parti          | Premier tour | Premier tour | Second tour | Second tour |  |
| Candidat       | Candidat                        | Parti          | Voix         | %            | Voix        | %           |  |
| -------------- | ------------------------------- | -------------- | ------------ | ------------ | ----------- | ----------- |  |
|                | Jacques Sourdille sortant réélu | RPR            | 23 925       | 47,35        | 26 627      | 50,58       |  |
|                | Jean-François Dromby            | PS             | 13 586       | 26,89        | 26 020      | 49,42       |  |
|                | Claude Soulet                   | PCF            | 9 411        | 18,62        | Retrait     | Retrait     |  |
|                | Raymond Goury                   | PSU (FA)       | 1 390        | 2,75         |             |             |  |
|                | Laurence Boulinier              | LO             | 857          | 1,7          |             |             |  |
|                | Bernadette Pasquier             | Divers droite  | 749          | 1,48         |             |             |  |
|                | Guy Rey                         | LCR            | 613          | 1,21         |             |             |  |
|                |                                 |                |              |              |             |             |  |
| Inscrits       | Inscrits                        | Inscrits       | 59 962       | 100,00       | 59 959      | 100,00      |  |
| Abstentions    | Abstentions                     | Abstentions    | 8 439        | 14,07        | 6 673       | 11,13       |  |
| Votants        | Votants                         | Votants        | 51 523       | 85,93        | 53 286      | 88,87       |  |
| Blancs et nuls | Blancs et nuls                  | Blancs et nuls | 992          | 1,93         | 639         | 1,2         |  |
| Exprimés       | Exprimés                        | Exprimés       | 50 531       | 98,07        | 52 647      | 98,8        |  |